# Toro Rosso STR12
La Toro Rosso STR12 è una vettura da Formula 1 realizzata dalla Toro Rosso per prendere parte al campionato mondiale di Formula 1 2017.

## Caratteristiche
La vettura è stata presentata il 26 febbraio 2017. Definita anche "Mercedes blu" per le numerose somiglianze con la Mercedes F1 W07 Hybrid soprattutto sull'anteriore. Da evidenziare anche il ritorno alla Power Unit Renault dopo l'esperienza con il motore Ferrari del 2016.

## Piloti
| Piloti ufficiali         | Piloti ufficiali | Piloti ufficiali |
| Nazione                  | Nome             | Numero           |
| ------------------------ | ---------------- | ---------------- |
| Russia (bandiera)        | Daniil Kvjat     | 26               |
| Spagna (bandiera)        | Carlos Sainz Jr. | 55               |
| Francia (bandiera)       | Pierre Gasly     | 10               |
| Nuova Zelanda (bandiera) | Brendon Hartley  | 39 / 28          |

## Carriera agonistica

### Test
Ai test invernali, la scuderia faetina si dimostra un team in difficoltà, relegato nelle zone basse della classifica.

### Stagione
La scuderia vede la conferma di Kvjat e Sainz Jr. per la stagione ma durante il campionato si affronteranno molti cambi di piloti.
Sainz Jr., che raccoglie con costanza piazzamenti a punti tra cui soprattutto un quarto posto a Singapore, viene ingaggiato per le ultime quattro gare dalla Renault, e viene sostituito da Hartley, confermato poi per la stagione 2018. Kvjat raccoglie solo due noni posti e viene sostituito da Pierre Gasly, il francese deve però saltare a sua volta il Gp degli Stati Uniti a causa di un impegno in Super Formula, e perciò il russo viene richiamato per questo appuntamento; comunque a fine stagione Gasly stesso verrà ufficializzato per l'annata successiva.
Al termine della stagione il team si piazza al settimo posto nel campionato costruttori, a sole quattro lunghezze di ritardo dalla Renault.

## Risultati in Formula 1
| Anno | Team                | Motore  | Gomme | Piloti    |   |     |     |    |   |     |     |     |     |     |    |    |    |     |     |     |    |     |     |    | Punti | Pos. |
| ---- | ------------------- | ------- | ----- | --------- | - | --- | --- | -- | - | --- | --- | --- | --- | --- | -- | -- | -- | --- | --- | --- | -- | --- | --- | -- | ----- | ---- |
| 2017 | Scuderia Toro Rosso | Renault | P     | Kvjat     | 9 | Rit | 12  | 12 | 9 | Rit | Rit | Rit | 16  | 15  | 11 | 12 | 12 | Rit |     |     | 10 |     |     |    | 53    | 7º   |
| 2017 | Scuderia Toro Rosso | Renault | P     | Sainz Jr. | 8 | 7   | Rit | 10 | 7 | 6   | Rit | 8   | Rit | Rit | 7  | 10 | 14 | 4   | Rit | Rit |    |     |     |    | 53    | 7º   |
| 2017 | Scuderia Toro Rosso | Renault | P     | Gasly     |   |     |     |    |   |     |     |     |     |     |    |    |    |     | 14  | 13  |    | 13  | 12  | 16 | 53    | 7º   |
| 2017 | Scuderia Toro Rosso | Renault | P     | Hartley   |   |     |     |    |   |     |     |     |     |     |    |    |    |     |     |     | 13 | Rit | Rit | 15 | 53    | 7º   |

| Legenda | 1º posto     | 2º posto | 3º posto    | A punti         | Senza punti/Non class.  | Grassetto – Pole position Corsivo – Giro più veloce |
| Legenda | Squalificato | Ritirato | Non partito | Non qualificato | Solo prove/Terzo pilota | Grassetto – Pole position Corsivo – Giro più veloce |